# Anthony Hamilton-Smith (3e baron Colwyn)
Pour les articles homonymes, voir Anthony Hamilton et Smith.
Ian Anthony Hamilton-Smith, 3e baron Colwyn (né le 1er janvier 1942 et mort le 4 août 2024), communément appelé Anthony Hamilton-Smith, est un pair, un dentiste et un homme politique britannique. Il est l'un des 90 pairs héréditaires élus pour rester à la Chambre des lords après la House of Lords Act 1999, siégeant en tant que conservateur. 

## Biographie
Il est le fils du 2e baron Colwyn et fait ses études au Cheltenham College, à St Bartholomew's Hospital et à St Thomas' Hospital. Il poursuit ses études à l'Université de Londres, où il obtient un baccalauréat en chirurgie dentaire (BDS) et une licence en chirurgie dentaire (LDS) en 1966, et devient membre du Collège royal de chirurgie. La même année, il succède à son père comme baron. 
Lord Colwyn travaille comme dentiste de 1965 à 2005 et est président de Dental Protection Ltd (une organisation de soutien professionnel) de 1995 à 2001. Il est directeur non exécutif de la Medical Protection Society entre 1989 et 2002, et de Project Hope entre 1996 et 2001. En 1998 et 1999, Hamilton-Smith est président de la radio Raw FM et de Banbury Local Radio de 2003 à 2005. De 2005 à 2008, il est président de Campbell Montague International et de Dental Sedation Practice. En raison d'engagements à la Chambre des lords, Lord Colwyn démissionne de ses fonctions de président de Campbell Montague International en 2008. 
Hamilton-Smith est membre de l'Eastman Research Institute Trust de 1990 à 2001. Depuis 2004, il est fiduciaire du domaine Portman. Il est également membre du Industry and Parliament Trust et membre de la Royal Society of Medicine. Entre 1999 et 2001, il est membre de l'Institut des directeurs. 
Entre 1988 et 2005, Lord Colwyn est président de la Natural Medicines Society, entre 1991 et 1998 de la Huntington's Disease Association et entre 1993 et 1998 de la Society for Advancement of Anesthesia in Dentistry. Il est également président de la Arterial Health Foundation de 1993 à 2004, de la branche métropolitaine de la British Dental Association (BDA) en 1994 et 1995, et enfin membre du conseil de la Medical Protection Society de 1994 à 2001. Ayant été investi en tant que Commandant de l'Ordre de l'Empire britannique (CBE) en 1989, il devient membre de la British Dental Association en 2005. Lord Colwyn est également coprésident du groupe parlementaire de reconnaissance du jazz . Il démissionne de la Chambre des lords le 21 juillet 2022.
Hamilton-Smith s'est marié deux fois. D'abord avec Sonia Jane Morgan en 1964, et après leur divorce en 1976, il épouse Nicola Jeanne Tyers en 1977. Il a un fils, Craig Peter Hamilton-Smith, et une fille, Jacqueline Jane Hamilton-Smith (mariée à Sean Pertwee), de sa première femme et deux filles, Kirsten Antonia Hamilton-Smith et Tanya Nicole Hamilton-Smith, de sa deuxième femme. 